# Gmina Baranów (Powiat Kępiński)
Die Gmina Baranów ist eine Landgemeinde im Powiat Kępiński der Woiwodschaft Großpolen in Polen. Ihr Sitz ist das gleichnamige Dorf (deutsch Baranow) mit etwa 1500 Einwohnern (2010).
Die Gemeinde liegt etwa 140 Kilometer südöstlich der Woiwodschaftshauptstadt Posen. Als flächenmäßig kleinste Gemeinde im Powiat ist sie mit etwa 7900 Einwohnern die zweitgrößte nach dem Hauptort Kępno (Kempen i. Posen). 

## Geschichte

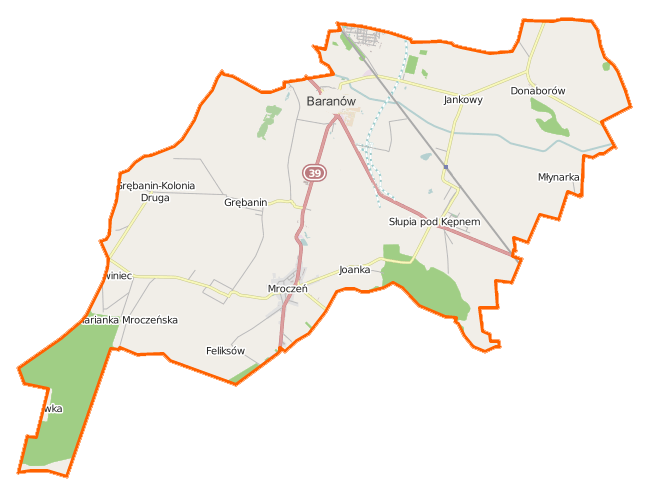
Karte der Gemeinde

Das Gemeindegebiet kam 1793 mit der Zweiten Polnischen Teilung an Preußen und 1919 durch den Versailler Vertrag an die Zweite Polnische Republik.
Die Landgemeinde besteht seit 1973 und gehörte von 1975 zur 1998 Woiwodschaft Kalisz. Von 1934 bis 1954 bestand die Landgemeinde Kępno-Południe (übersetzt: „Kempen-Süd“).

### Partnergemeinden
Die Gemeinde ist im Juli 1997 eine Gemeindepartnerschaft mit Ihlow in Ostfriesland eingegangen. Eine Folge war die Partnerschaft des Landkreises Aurich mit dem Powiat Kępiński im September 2002.

## Gliederung
Zur Landgemeinde Baranów gehören zehn Dörfer (deutsche Namen 1939 bis 1945) mit einem Schulzenamt (sołectwo):
- Baranów (Baranow, 1943–1945 Rundstätt)[4]
- Donaborów (Donaborow, 1943–1945 Ambach)[4]
- Grębanin (Grembanin)[5]
- Jankowy (Jankow, 1943–1945 Stiegenfeld)[4]
- Joanka (1939–1945 Johanka)[4]
- Łęka Mroczeńska (Lenka mroczenska)[5]
- Marianka Mroczeńska (1939–1945 Marianka mroczenska)[5]
- Mroczeń (1939–1943 Mroczeń, 1943–1945 Moorschütz)[5]
- Słupia pod Kępnem (1939–1943 Slupia, 1943–1945 Luben)[4]
- Żurawiniec (1939–1945 Zurawiniec)[5]

Eine weitere Ortschaft ist der Weiler Młynarka.

## Denkmalgeschützte Sehenswürdigkeiten
- Holzkirche in Grebanin, deren ältester Teil aus 1615 stammt
- Holzkirche in Baranów zum Hl. Andrzej und Wawrzyniec von 1732
- Holzkirche in Donaborów aus dem 18. Jahrhundert
- Kirche in Słupia pod Kępnem, erbaut in den Jahren 1869 bis 1870.

## Wirtschaft und Verkehr
Landwirtschaft, lebensmittelverarbeitende Betriebe, Holzverarbeitung und kleine Möbelfabriken sind bestimmende Wirtschaftsfaktoren der Gemeinde.
Das Dorf Słupia pod Kępnem besitzt einen Bahnhof an der Bahnstrecke Kluczbork–Poznań. Ein ehemaliger Bahnhof bestand in Mroczeń an der Bahnstrecke Namysłów–Kępno.